# Estación de Santa María de la Alameda-Peguerinos

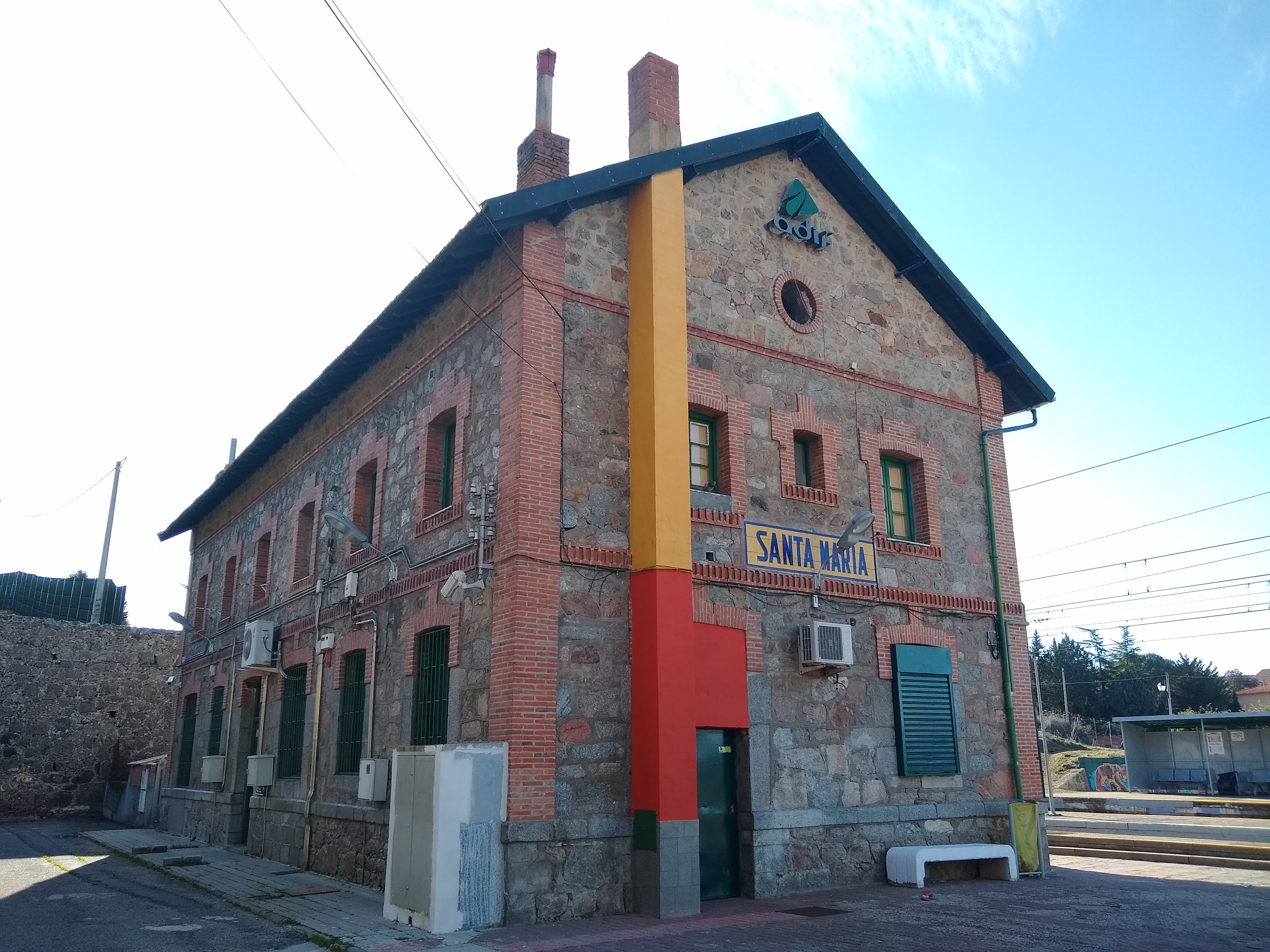
Edificio de la estación

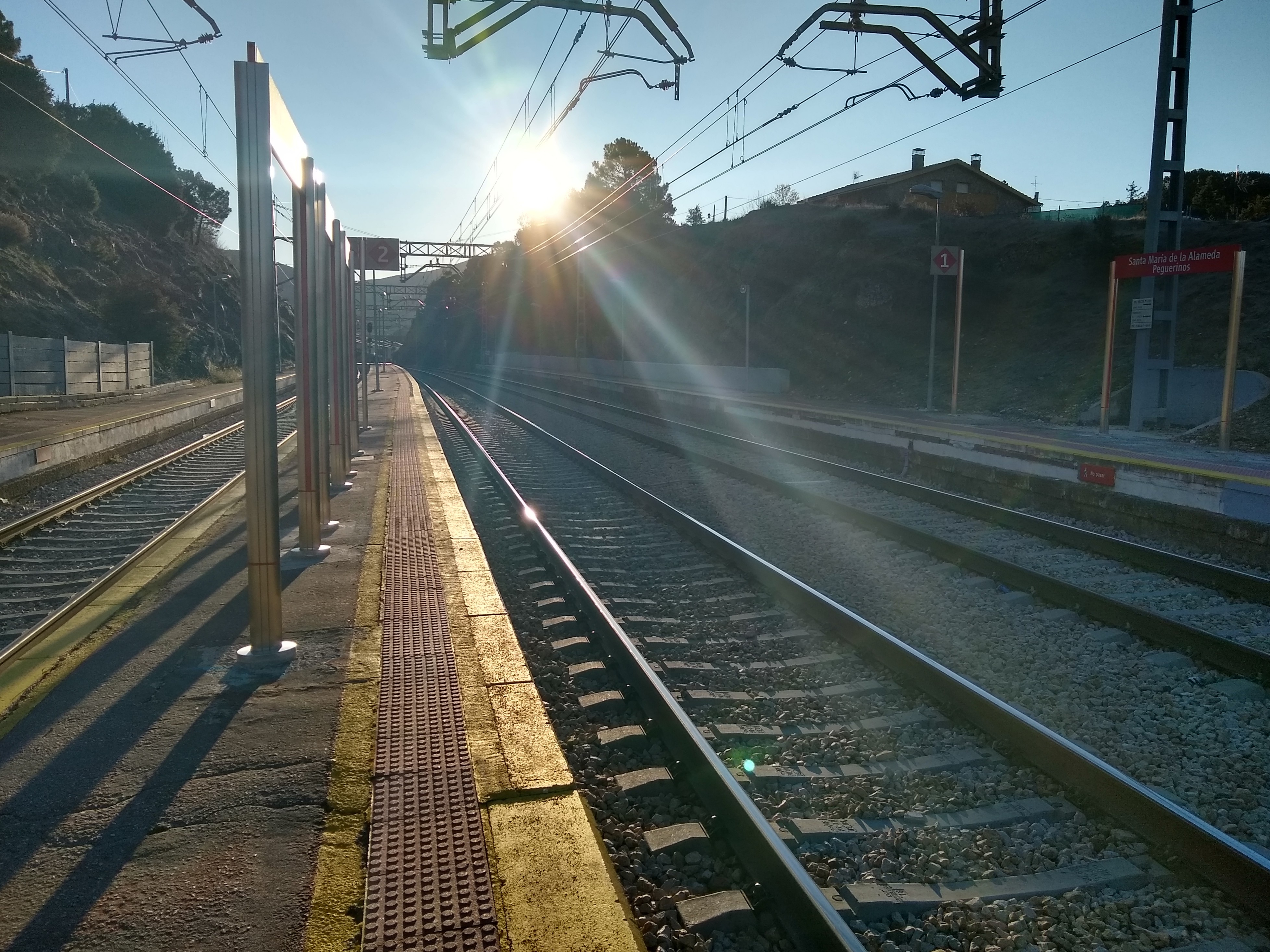
Vías

Santa María de la Alameda-Peguerinos es una estación ferroviaria situada en el municipio español de Santa María de la Alameda en la Comunidad de Madrid. Cuenta con servicios de Media Distancia y con una prolongación de la línea C-8a de la red de Cercanías Madrid. 

## Situación ferroviaria
La estación se encuentra en el punto kilométrico 71,8 de la línea férrea de ancho ibérico que une Madrid con Hendaya a 1067,73 metros de altitud, entre las estaciones de El Pimpollar y de Robledo de Chavela. El tramo es de vía doble y está electrificado. 

## Historia
La estación fue inaugurada el 1 de julio de 1863 con la puesta en marcha del tramo Ávila – El Escorial de la línea radial Madrid-Hendaya. Su explotación inicial quedó a cargo de la Compañía de los Caminos de Hierro del Norte de España quien mantuvo su titularidad hasta que en 1941 fue nacionalizada e integrada en la recién creada RENFE. Desde el 31 de diciembre de 2004 Renfe Operadora explota la línea mientras que Adif es la titular de las instalaciones ferroviarias.

## La estación
Está situada a unos 5,90 kilómetros del casco urbano del municipio que le da nombre, en el núcleo conocido como La Estación, y a 8 kilómetros del municipio abulense de Peguerinos. Cuenta con un amplio edificio para viajeros de dos pisos y planta rectangular realizado en piedra que tiene las particularidades de poseer un balcón y una marquesina metálica que cubre muy parcialmente uno de los andenes laterales. Su estructura de vías también es atípica al incluir un estrecho andén central entre dos laterales de la siguiente forma: a-v-a-v-v-a. Los cambios de vía se realizan a nivel.

## Servicios ferroviarios

### Media Distancia
En Santa María de la Alameda  Renfe presta servicios de Media Distancia gracias a sus trenes regionales. La conexión con mayor frecuencia se realiza gracias a estos últimos entre Madrid y Ávila a razón de cuatro o cinco trenes diarios en ambos sentidos. Por su parte los trenes MD permiten enlazar con León, San Sebastián y Palencia, entre otros.
| Línea MD | Trenes   | Origen/Destino                      |  | Destino/Origen                                               |
| -------- | -------- | ----------------------------------- |  | ------------------------------------------------------------ |
| 16       | MD       | Madrid-Príncipe Pío                 |  | Ávila Valladolid-Campo Grande Palencia Vitoria San Sebastián |
| 13       | MD       | Madrid-Príncipe Pío                 |  | Ávila Salamanca La Alamedilla                                |
| 16       | MD       | Madrid-Príncipe Pío                 |  | Ávila Valladolid-Campo Grande Palencia León                  |
| 51       | Regional | Madrid-Atocha Cercanías El Escorial |  | Ávila                                                        |

### Cercanías
| procedencia/destino | < estación | Línea | estación >         | destino/procedencia |
| ------------------- | ---------- | ----- | ------------------ | ------------------- |
| Terminal            | Terminal   |       | Robledo de Chavela | Guadalajara         |

Desde el 5 de noviembre de 2018 la estación forma parte de la red de Cercanías Madrid, como parte de la línea C-3a hasta 2023, y como parte de la línea C-8a en la actualidad.

## Conexiones

### Autobús
| Diurnos |                            |                                                  |          |
| Línea   | Destino                    | Parada                                           | Operador |
| 665     | San Lorenzo de El Escorial | 11595 Buenavista - Est. Sta. María de la Alameda | ALSA     |
| 665     | Peguerinos                 | 12160 Trafalgar - Est. Sta. María de la Alameda  | ALSA     |